# جون كامبل (مدير، مواليد 1944)
جون كامبل (بالإنجليزية: John Campbell)‏ هو دبلوماسي ومدير نيجيري، ولد في 1944.